# John E. McLaughlin

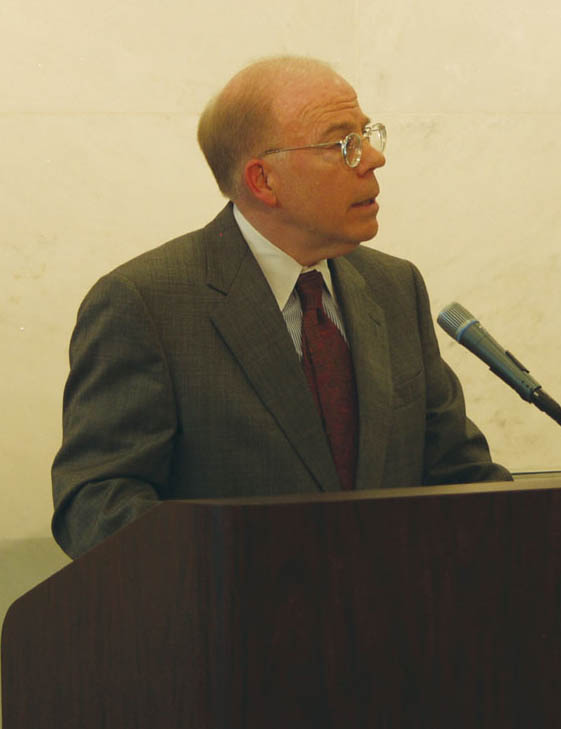
John E. McLaughlin

John Edward McLaughlin (ur. 15 czerwca 1942 w McKeesport) – amerykański funkcjonariusz służb specjalnych, zastępca dyrektora Centrali Wywiadu George’a Teneta w latach 2000–2004, po jego rezygnacji w czerwcu 2004 urzędujący dyrektor Centrali Wywiadu, który to urząd sprawował do czasu zatwierdzenia przez Senat i zaprzysiężenia następcy Teneta Portera Gossa we wrześniu 2004.

## Życiorys
Urodzony 15 czerwca 1942 w McKeesport w stanie Pensylwania, uczęszczał do Wittenberg University, który ukończył w 1964. W 1966 ukończył także szkołę badań międzynarodowych im. Hopkinsa jako specjalista od spraw europejskich, następnie spędził rok jako asystent ówczesnego senatora Pensylwanii Josepha Clarka. W latach 1966–1969 McLaughlin, po skończeniu oficerskiej szkoły piechoty w Fort Benning w stanie Georgia, służył jako oficer United States Army oraz od 1968 do 1969 brał udział w działaniach wojennych Wietnamie i Laosie.
Karierę w Centralnej Agencji Wywiadowczej rozpoczął w 1972 na różnych stanowiskach w Dyrektoriacie Wywiadu. W latach 1984–1985 pracował także w Departamencie Stanu w Biurze Europejskim i Kanadyjskim. W czerwcu 1989 został mianowany dyrektorem Biura Analiz Europejskich. Po upadku Związku Radzieckiego został mianowany dyrektorem Biura Analiz Słowiańskich i Euroazjatyckich, sprawował to stanowisko do połowy 1995, zajmując się m.in. problemami politycznymi, wojskowymi i gospodarczymi Rosji i byłych republik ZSRR. W tym czasie McLaughlin reprezentował także Wspólnotę Wywiadów Stanów Zjednoczonych w wielu sprawach dyplomatycznych z Rosją i byłymi republikami ZSRR. W 1997 został mianowany zastępcą dyrektora ds. Wywiadu (Deputy Director for Intelligence), sprawował to stanowisko do 2000. 19 października został mianowany zastępcą dyrektora Centrali Wywiadu George’a Teneta. Po jego rezygnacji w 2004 objął funkcję jako urzędujący dyrektor Centrali Wywiadu, którą sprawował do 24 września 2004. Po zaprzysiężeniu zastąpił go Porter J. Goss. Sprawował także funkcję urzędującego przewodniczącego Narodowej Rady Wywiadu.